# Брэдли, Боб
Боб Брэдли (англ. Bob Bradley; род. 3 марта 1958, Монтклэр, Нью-Джерси, США) — американский футбольный тренер. Ранее тренировал команды американских колледжей (см. Футбол в американских колледжах), а также «Чикаго Файр», «Метростарз», «Чивас США», «Лос-Анджелес», «Торонто», сборную США, сборную Египта, норвежский «Стабек», французский «Гавр» и «Суонси Сити».

## Биография

### Ранняя карьера
Боб Брэдли родился и вырос в Нью-Джерси, играл в футбол в Уэст-Эссекской старшей школе и Принстонском университете. После окончания Принстона, Брэдли некоторое время работал в компании Procter & Gamble.
Его тренерская карьера началась в Университете Огайо, когда он был назначен главным тренером университетской команды в возрасте 22 лет.
Затем Брэдли в течение двух лет работал в качестве помощника Брюса Арены в футбольной команде Виргинского университета.
С 1984 по 1995 год он работал главным тренером в футбольной команде Принстонского университета и успел выиграть два титула Лиги плюща, а также вышел в Финал четырёх NCAA в 1993 году.

### MLS
В 1996 году Брэдли в очередной раз стал помощником Брюса Арены, на этот раз с «Ди Си Юнайтед», который в те годы только вошёл в состав MLS. После двух сезонов, он стал первым в истории тренером клуба «Чикаго Файр», и в том же году привёл команду к победам в Кубке MLS и Открытом кубке США. После этого успеха, он был назван тренером года в MLS. В 2000 году Брэдли и его команда повторили свой успех, во второй раз, одержав победу в Открытом кубке США.
По окончании сезона 2002 Брэдли покинул пост тренера «Чикаго Файр» и стал тренером своего родного клуба «Метростарз».
В 2003 году со своим новым клубом Брэдли удалось выйти в финал Открытого кубка США.
В 2005 году Брэдли был уволен с поста главного тренера за 3 игры до окончания регулярного сезона из-за низких игровых показателей команды.
Вскоре после увольнения из «Метростарз» Брэдли поступило предложение возглавить клуб «Чивас США». В сезоне 2006 «Чивас США» удалось занять 3-е место в Западной конференции, и впервые попасть в плей-офф на втором году своего существования, за что Брэдли во второй раз удостоился звания тренера года в MLS.

### США
После провала на ЧМ-2006 Брэдли был назначен исполняющим обязанности главного тренера сборной. Ожидалось, что пост тренера сборной займет Юрген Клинсман, однако переговоры с немецким специалистом ни к чему не привели, и Федерации футбола США ничего не оставалось, как временно оставить у руля сборной Брэдли.
После серии успешных товарищеских матчей, Федерация футбола США приняла решение назначить Брэдли главным тренером сборной, и 15 мая 2007 года он был официально назначен новым главным тренером команды.
Под руководством Брэдли команда продолжила своё успешное выступление, и в 2007 году дошла до финала Золотого кубка КОНКАКАФ, где обыграла сборную Мексики со счётом 2:1.
За первый год работы на посту главного тренера Брэдли со сборной установил рекорд в 12 побед, 1 ничью, 5 поражений, а также беспроигрышную серию в 10 игр за 5 месяцев.
В том же 2007 году была приглашена на Кубок Америки в Венесуэлу. Однако, Брэдли не удалось собрать команду, так как сборная США, была гостем на этом турнире, а клубы не были обязаны, да и не хотели отпускать своих игроков в сборную. В результате сборной США пришлось играть фактически резервным составом, и в результате подопечные Брэдли не смогли выйти из группы, проиграв все три матча.
В начале 2008 года сборная провела несколько хороших товарищеских матчей в рамках подготовки к квалификационному раунду ЧМ-2010. После ничьей со сборной Мексики, подопечные Брэдли одержали победы над сборной Англии 2:0 и сборной Испании 1:0, после чего сыграли вничью со сборной Аргентины 0:0.
В втором раунде квалификации ЧМ-2010 сборная США разгромила сборную Барбадоса со счётом 8:0, эта победа стала самой крупной в истории сборной.
В 2009 году Брэдли привёл сборную к серебряным медалям на Кубке конфедераций в ЮАР. В полуфинале сборная США обыграла сборную Испании со счётом 2:0, и тем самым прервала беспроигрышную серию Испанцев в 35 матчей и серию из 15 побед подряд.
Золотой кубок КОНКАКАФ 2009 стал провальным для сборной. Брэдли вновь не удалось собрать всех основных футболистов, что привело к разгромному поражению в финале от Мексики со счётом 0:5.
В 2010 году сборная США неплохо выступила на чемпионате мира в ЮАР, где смогла дойти до 1/8 финала. Сборная вышла с первого места из группы, выиграв у сборной Алжира 1:0 и сыграв вничью со сборными Англии 1:1 и Словении 2:2, однако в 1/8 финала потерпела поражение от сборной Ганы со счётом 1:2, пропустив второй гол в дополнительное время.
После ЧМ-2010, в августе, Брэдли продлил контракт со сборной до ЧМ-2014.
В июне 2011 года Брэдли со сборной США вновь дошёл до финала Золотого кубка КОНКАКАФ, где его подопечные уступили в финале сборной Мексики со счётом 2:4. После этого поражения Брэдли был отправлен в отставку.

### Египет
14 сентября 2011 года Брэдли достиг договорённости с Федерацией футбола Египта возглавить сборную страны. Он дебютировал в качестве главного тренера 14 ноября 2011 года в товарищеском матче против сборной Бразилии, в которой Египет проиграл со счётом 0:2.
Брэдли не удалось вывести сборную в финальную часть Кубка африканских наций в 2013 году, однако Федерация футбола Египта выразила доверие Брэдли и он продолжил готовить команду для попадания в финальную часть ЧМ-2014. Несмотря на то, что сборная Египта, выиграв все матчи, вышла из группового раунда квалификации к ЧМ-2014, подопечные Брэдли потерпели поражение от сборной Ганы в стыковых матчах, с общим счётом 7:3.
20 ноября 2013 года Брэдли был отправлен в отставку.

### «Стабек»
3 января 2014 года Брэдли был назначен новым главным тренером норвежского футбольного клуба «Стабек».

### «Суонси Сити»
3 октября 2016 года назначен главным тренером валлийского клуба английской Премьер-лиги «Суонси Сити». Был уволен с поста главного тренера 27 декабря 2016 года — «Суонси Сити» под его руководством потерпел поражения в 7 матчах из 11, дважды сыграв вничью и одержав победу в 2 матчах.

### «Лос-Анджелес»
27 июля 2017 года Боб Брэдли был назначен главным тренером новой франшизы MLS ФК «Лос-Анджелес», которая начала выступления в лиге с сезона 2018. По итогам сезона 2019, в котором «Лос-Анджелес» стал победителем регулярного чемпионата, Брэдли в третий раз был признан тренером года в MLS. 18 ноября 2021 года Брэдли покинул «Лос-Анджелес», после того как в сезоне 2021 клуб впервые в своей истории не сумел пробиться в плей-офф.

### «Торонто»
24 ноября 2021 года Брэдли был назначен главным тренером и спортивным директором «Торонто». В 2022 году клуб выиграл Первенство Канады 2020, отложенное из-за пандемии COVID-19. 26 июня 2023 года Брэдли был уволен из «Торонто», после того как клуб в 20 матчах со старта сезона показал результат 3 выигрыша, 7 проигрышей и 10 ничей.

### Возвращение в «Стабек»
10 сентября 2023 года Брэдли во второй раз возглавил норвежский «Стабек». Несмотря на понижение в классе по итогам сезона 2023 Брэдли продолжил работать со «Стабеком».

## Достижения
«Чикаго Файр»
- Кубок MLS (1): 1998
- Открытый кубок США (2): 1998, 2000

 «Лос-Анджелес»
- Supporters’ Shield (1): 2019

 «Торонто»
- Первенство Канады (1): 2020

 Сборная США
- Золотой кубок КОНКАКАФ (1):
  - Победитель: 2007
  - Вице-чемпион: 2009, 2011
- Кубок конфедераций:
  - Вице-чемпион: 2009

## Тренерская статистика
| Команда      |               | с                | по              | Статистика | Статистика | Статистика | Статистика | Статистика |
| Команда      | Матчи         | с                | по              | Поб.       | Нич.       | Пор.       | Поб. %     |            |
| ------------ | ------------- | ---------------- | --------------- | ---------- | ---------- | ---------- | ---------- | ---------- |
| Чикаго Файр  | Флаг США      | 30 октября 1997  | 5 октября 2002  | 197        | 103        | 33         | 61         | 052,28     |
| Метростарз   | Флаг США      | 22 октября 2002  | 4 октября 2005  | 100        | 36         | 27         | 37         | 036,00     |
| Чивас США    | Флаг США      | 23 ноября 2005   | 8 декабря 2006  | 35         | 11         | 14         | 10         | 031,43     |
| США          | Флаг США      | 8 декабря 2006   | 28 июля 2011    | 80         | 43         | 12         | 25         | 053,75     |
| Египет       | Флаг Египта   | 14 сентября 2011 | 20 ноября 2013  | 36         | 24         | 5          | 7          | 066,67     |
| Стабек       | Флаг Норвегии | 3 января 2014    | 9 ноября 2015   | 72         | 38         | 11         | 23         | 052,78     |
| Гавр         | Флаг Франции  | 10 ноября 2015   | 3 октября 2016  | 36         | 17         | 10         | 9          | 047,22     |
| Суонси Сити  | Флаг Уэльса   | 4 октября 2016   | 27 декабря 2016 | 11         | 2          | 2          | 7          | 018,18     |
| Лос-Анджелес | Флаг США      | 27 июля 2017     | 18 ноября 2021  | 142        | 68         | 34         | 40         | 047,89     |
| Торонто      | Флаг Канады   | 24 ноября 2021   | 26 июня 2023    | 59         | 15         | 17         | 27         | 025,42     |
| Стабек       | Флаг Норвегии | 10 сентября 2023 | н. в.           | 0          | 0          | 0          | 0          | —          |
| Итог         | Итог          | Итог             | Итог            | 769        | 355        | 166        | 248        | 046,16     |

## Личная жизнь
- Брэдли родился в семье спортсменов. Его брат Скотт Брэдли играл в бейсбол за команду «Сиэтл Маринерс» в 1980-х гг., и в настоящее время является тренером команды Принстонского университета по бейсболу. Другой его брат — Джефф Брэдли — главный футбольный корреспондент спортивного журнала ESPN The Magazine.
- Его сын, Майкл Брэдли — профессиональный футболист, в настоящее время играет за канадский футбольный клуб «Торонто», куда перешёл из «Ромы» за сумму в 10 млн евро, а также в сборной США.
- Недавно Брэдли стал дедушкой. У его сына Майкла и его жены родился мальчик, которого назвали Лука.
- Брэдли и его жена Линдсэй также имеют двух других детей, Райан и Керри, и в настоящий момент проживают в г. Манхэттен-Бич, штат Калифорния, США, недалеко от Лос-Анджелеса.
- Дочь Брэдли, Райан, замужем за Энди Роузом, бывшим футболистом[30].